# Да-Хинган-Лин
Да-Хинга́н-Лин (кит. упр. 大兴安岭, пиньинь Dàxīng'ānlǐng, палл. Дасинъаньлин) — округ в провинции Хэйлунцзян, Китай. Площадь — 46 755 км², население — 520 тыс. чел. Правительство округа размещается в районе Джагдачи.

## История
После Синьхайской революции эти земли находились в составе провинции Хэйлунцзян, на территории к северу от Большого Хинганского хребта были образованы три уезда.
В 1932 году в Маньчжурии японцами было создано марионеточное государство Маньчжоу-го, которое ввело своё административно-территориальное деление, в результате чего территории к югу от хребта вошли в состав новой провинции Синъань (которая впоследствии то разделялась на более мелкие, то объединялась вновь), а территории к северу от хребта — в состав новой провинции Лунцзян (впоследствии разделённой на более мелкие, в том числе Бэйань и Хэйхэ).
В 1945 году Маньчжурия была освобождена Советской армией. В ноябре 1945 года провинции Бэйань и Хэйхэ были объединены, вновь образовав провинцию Хэйлунцзян. В мае 1947 года была упразднена провинция Синъань и создан Автономный район Внутренняя Монголия; с ноября 1949 года территории южнее Большого Хинганского хребта оказались в составе его аймака Хулун-Буир, а с 1951 — в составе Орочонского автономного хошуна.
В феврале 1964 года ЦК КПК и Госсоветом КНР был создан Военный отдел, который учредил в районе Большого Хинганского хребта Военный район. В августе 1964 года для управления военным районом был создан Народный комитет Особого района Да-Хинган-Лин (大兴安岭特区), который имел двойное подчинение — военным (Военному отделу) и гражданским властям, административно-управленческая работа на местах при этом подчинялась властям провинции Хэйлунцзян. Во время Культурной революции в ноябре 1967 года Народный комитет Специального района Да-Хинган-Лин был преобразован в Революционный комитет Специального района Да-Хинган-Лин.
В апреле 1970 года аймак Хулун-Буир был передан из состава Внутренней Монголии под юрисдикцию провинции Хэйлунцзян. Специальный район Да-Хинган-Лин был преобразован в Округ Да-Хинган-Лин.
В мае 1979 года Орочонский автономный хошун и Морин-Дава-Даурский автономный хошун перешли в состав Автономного района Внутренняя Монголия, при этом районы Джагдачи и Сунлин хотя и остались в подчинении Да-Хинган-Линскому округу, но не вышли из состава автономных хошунов. В 1980 году Революционный комитет Округа Да-Хинган-Лин был преобразован в Управление округа Да-Хинган-Лин, подчинённое правительству провинции Хэйлунцзян.
В 2018 году уезд Мохэ стал городским уездом.

## Административное деление
Округ Да-Хинган-Лин делится Большим Хинганским хребтом на две части: часть, лежащая к северу от хребта, относится к провинции Хэйлунцзян, часть лежащая к югу от хребта — к Автономному району Внутренняя Монголия. Руководящие органы округа размещаются в части, относящейся к Внутренней Монголии, но по историческим причинам подчиняются провинции Хэйлунцзян, в связи с чем правительство провинции Хэйлунцзян ежегодно оплачивает издержки правительству автономного района Внутренняя Монголия. Округ делится на 3 уезда и 4 района, что является уникальной для Китая ситуацией, так как район является единицей административно-территориального уровня меньше уездного. В официальных китайских документах округ Да-Хинган-Лин показывается как делящийся только на три уезда; население четырёх районов при этом приписывается к населению уезда Хума.
|                                                  |                |          |            |              |                  |               |                            |
| #                                                | Статус         | Название | Иероглифы  | Пиньинь      | Население (2010) | Площадь (км²) | Плотность населения (/км²) |
| 1                                                | Городской уезд | Мохэ     | 漠河市     | Mòhé         | 83 414           | 18 367        | 4,54                       |
| 2                                                | Уезд           | Тахэ     | 塔河县     | Tǎhé xiàn    | 92 473           | 14 103        | 6,55                       |
| 3                                                | Уезд           | Хума     | 呼玛县     | Hūmǎ xiàn    | 51 861           | 14 300        | 3,62                       |
| 4                                                | Район          | Хучжун   | 呼中区     | Hūzhōng qū   | 45 039           | 9400          | 4,79                       |
| 5                                                | Район          | Синьлинь | 新林区     | Xīnlín qū    | 50 859           | 8700          | 5,84                       |
| 6                                                | Район          | Сунлин   | 松岭区     | Sōnglǐng qū  | 33 555           | 16 800        | 2,0                        |
| 7                                                | Район          | Джагдачи | 加格达奇区 | Jiāgédáqí qū | 154 359          | 1400          | 110,25                     |
| Карта адм. деления округа Да-Хинган-Лин (Китай). |                |          |            |              |                  |               |                            |